# Cai Bộ
Cai Bộ là một xã thuộc huyện Quảng Hòa, tỉnh Cao Bằng, Việt Nam.

## Địa lý
Xã Cai Bộ nằm ở phía đông huyện Quảng Hòa, có vị trí địa lý:
- Phía đông giáp huyện Hạ Lang và xã Bế Văn Đàn
- Phía tây giáp xã Chí Thảo và xã Độc Lập
- Phía nam giáp xã Bế Văn Đàn và xã Chí Thảo
- Phía bắc giáp huyện Hạ Lang và huyện Trùng Khánh.

Xã Cai Bộ có diện tích 38,84 km², dân số năm 2019 là 2.122 người, mật độ dân số đạt 55 người/km².
Trên địa bàn xã Cai Bộ có các ngọn núi như Phia Linh, Lũng Thang, Lũng Vọng. Trên địa bàn xã, ngoài sông Bắc Vọng chảy qua phía tây còn có suối Luốc Cương. Tỉnh lộ 207 đi qua địa phận xã Cai Bộ, trên tuyến có đèo Khau Mòn.

## Lịch sử
Ngày 13 tháng 12 năm 2001, xã Cai Bộ thuộc huyện Quảng Uyên vừa tái lập từ huyện Quảng Hòa.
Đến năm 2019, xã Cai Bộ được chia thành 16 xóm: Đoỏng Mo - Lũng Hoài, Phia Chín, Lũng Ra - Lũng Thàn - Cốc Cuối, Lũng Luông, Kéo Quân - Nặm Cáp, Nà Tẩu, Pác Nặm, Rằng Vỷ, Thang Lũng, Thông Than, Bản Un, Háng Chấu, Bản Vươn, Báng Trên, Báng Hạ, Thềnh Phù.
Ngày 9 tháng 9 năm 2019, Hội đồng Nhân dân tỉnh Cao Bằng ban hành Nghị quyết số 27/NQ-HĐND về việc:
- Sáp nhập hai xóm Thang Lũng và Đoỏng Mo - Lũng Hoài thành xóm Đồng Tâm
- Sáp nhập hai xóm Pác Nặm và Phia Chín thành xóm Hòa Bình
- Sáp nhập hai xóm Háng Chấu và Bản Vươn thành xóm Háng Chấu Bản Vươn
- Sáp nhập hai xóm Bản Un và Kéo Quân - Nặm Cáp thành xóm Xuân Yên A
- Sáp nhập ba xóm Thông Than, Thềnh Phù, Rằng Vỷ thành xóm Xuân Yên B
- Sáp nhập bốn xóm Báng Trên, Báng Hạ, Lũng Luông, Lũng Ra - Lũng Thàn - Cốc Cuối thành xóm Kim Bảng.

Ngày 1 tháng 3 năm 2020, huyện Quảng Uyên giải thể để tái lập huyện Quảng Hòa. Xã Cai Bộ thuộc huyện Quảng Hòa như hiện nay.

## Hành chính
Xã Cai Bộ được chia thành 7 xóm: Đồng Tâm, Háng Chấu Bản Vươn, Hòa Bình, Kim Bảng, Nà Tẩu, Xuân Yên A, Xuân Yên B.